# Staronordijska religija
Staronordijska religija, znana tudi kot nordijsko poganstvo, je veja germanske religije, ki se je razvila v pranordijskem obdobju, ko so se severnogermanska ljudstva ločila v ločeno vejo germanskih ljudstev. V času pokristjanjevanja Skandinavije je bila vera pozabljena. Znanstveniki so kasneje uspeli rekonstruirati vidike severnogermanske religije s pomočjo zgodovinskega jezikoslovja, arheologije, toponimije in zapisov, ki so jih zapustila severnogermanska ljudstva, kot so runski napisi v mlajšem Futharku, izrazito severnogermanski razširitvi runske abecede. Številna staronordijska dela, ki segajo v 13. stoletje, beležijo nordijsko mitologijo, sestavni del severnogermanske religije.
Staronordijska religija je bila politeistična, vključevala je vero v različne bogove in boginje. Ta božanstva so bila v nordijski mitologiji razdeljena v dve skupini, Aze in Vane, ki naj bi se po nekaterih virih borili v starodavni vojni, dokler nista spoznali, da sta enako močni. Med najbolj razširjenimi božanstvi sta bila bogova Odin in Thor, mitološki svet pa je bil naseljen tudi z različnimi drugimi mitološkimi rasami, vključno z jötnar, škrati, vilinci in kopenskimi bitji. Nordijska kozmologija se je vrtela okoli svetovnega drevesa, znanega kot Yggdrasil, z različnimi kraljestvi, ki so obstajala poleg človeškega, imenovanega Midgard. Med njimi so tudi kraljestva posmrtnega življenja, od katerih jih več nadzoruje določeno božanstvo.
Prenesena prek ustnega izročila in ne prek kodificiranih besedil, se je staronordijska religija močno osredotočala na ritualno prakso, pri čemer so imeli kralji in poglavarji osrednjo vlogo pri izvajanju javnih žrtvovalnih dejanj. Uporabljeni so bili različni kultni prostori; sprva so bili tipično izbrani zunanji prostori, kot so nasadi in jezera, po tretjem stoletju našega štetja pa so bile ponekod za obredne dejavnosti namenoma zgrajene kultne hiše, čeprav njihova uporaba nikoli ni bila široko razširjena. V nordijski družbi so bili prisotni tudi izvajalci Seiðra, oblike čarovništva, ki jo nekateri znanstveniki opisujejo kot šamansko. Izvajali so različne oblike pokopa, vključno s polaganjem trupla v grob in upepeljevanjem, preminule pa so običajno spremljali različni grobni pridatki.
Skozi zgodovino so se med sosednjimi ljudstvi, kot so Samiji in Finci, pojavljale različne stopnje transkulturne difuzije. Do 12. stoletja je staronordijsko vero nadomestilo krščanstvo, elementi prejšnje vere pa so se ohranili v skandinavski folklori. Oživitev zanimanja za staronordijsko religijo se je zgodila sredi romantičnega gibanja 19. stoletja, v katerem je navdihnila vrsto umetniških del. Akademsko raziskovanje te teme se je začelo v zgodnjem 19. stoletju, sprva pod vplivom vsesplošnega romantičnega pogleda.